# Андреєва Ольга Олексіївна
Ольга Олексіївна Андреєва (рос. Ольга Алексеевна Андреева; нар. 23 квітня 1937, Харків — пом. 8 липня 2014, Бірки) — українська шахістка, міжнародний майстер (1967). Чотириразова чемпіонка України (1961, 1965, 1966, 1972).

## Біографія
Народилася 23 квітня 1937 року у Харкові. Інженер за фахом.
Багаторазова учасниця чемпіонатів України із шахів серед жінок. На її  рахунку 4 перемоги (1961, 1965, 1966, 1972), двічі була срібним (1962, 1967) та одного разу бронзовим призером (1964) чемпіонатів України.
П'ять разів грала у фінальних турнірах чемпіонату СРСР.
Найвищі позиції в чемпіонатах СРСР: 1967 — 5-10 місця (74 учасниці, швейцарська система), 1972 — 5-8 місця.
Найкращі результати в міжнародних турнірах: Київ (1967) — 3-4-е місця; Тбілісі-Горі (1970) — 5-7-е, Тбілісі (1973) — 7-9-е місця.

## Турнірні результати

### Чемпіонати України
| Рік  | Місце проведення | Турнір                 | Результат | +  | — | = | Місце   |
| ---- | ---------------- | ---------------------- | --------- | -- | - | - | ------- |
| 1958 | Київ             | 18-й чемпіонат України | 10 з 17   |    |   |   | 4 — 6   |
| 1961 | Київ             | 21-й чемпіонат України | 12 з 17   | 10 | 3 | 4 | Gold    |
| 1962 | Київ             | 22-й чемпіонат України | 8 з 17    | 6  | 7 | 4 | — 3     |
| 1964 | Івано-Франківськ | 24-й чемпіонат України | 10½ з 15  | 8  | 2 | 5 | Bronze  |
| 1965 | Севастополь      | 25-й чемпіонат України | 12 з 15   | 11 | 2 | 2 | Gold    |
| 1966 | Харків           | 26-й чемпіонат України | 9½ з 13   | 8  | 2 | 3 | Gold    |
| 1967 | Київ             | 27-й чемпіонат України | з 9       |    |   |   | [ 1 ]   |
| 1968 | Трускавець       | 28-й чемпіонат України | 8½ з 14   |    |   |   | 4       |
| 1969 | Чернівці         | 29-й чемпіонат України | з 14      |    |   |   | 4       |
| 1970 | Харків           | 30-й чемпіонат України | 5½ з 12   | 5  | 6 | 1 | 8 — 9   |
| 1972 | Одеса            | 32-й чемпіонат України | 8½ з 12   |    |   |   | Gold    |
| 1974 | Одеса            | 34-й чемпіонат України | 6½ з 11   |    |   |   | 7 — 9   |
| 1976 | Одеса            | 36-й чемпіонат України | 3½ з 8    | 2  | 3 | 3 | 19 — 22 |

### Інші турніри (чемпіонати СРСР, спортивних товариств та профсоюзів)
| Рік            | Місце проведення | Турнір                                                  | Результат | + | — | = | Місце   |
| -------------- | ---------------- | ------------------------------------------------------- | --------- | - | - | - | ------- |
| 1958           | Новосибірськ     | півфінал 18-го чемпіонату СРСР                          | 6 з 13    |   |   |   | 8 — 9   |
| 1961           | Ялта             | чемпіонат ДСТ "Авангард"                                | 7 з 10    |   |   |   | 2       |
| 1962           | Калуга           | півфінал 22-го чемпіонату СРСР                          | 12½ з 16  |   |   |   | 2       |
| 1962 (грудень) | Рига             | 22-й чемпіонат СРСР (фінальний турнір)                  | 9½ з 19   | 7 | 7 | 5 | 11 — 12 |
| 1964           | Тбілісі          | 24-й чемпіонат СРСР (фінальний турнір)                  | 10 з 19   | 8 | 7 | 4 | 9       |
| 1965           | Дніпропетровськ  | півфінал 25-го чемпіонату СРСР                          | 8 з 14    |   |   |   | 5       |
| 1966           | Севастополь      | півфінал 26-го чемпіонату СРСР                          | 8½ з 13   |   |   |   | 4       |
| 1967           | Сочі             | 27-й чемпіонат СРСР (фінальний турнір)                  | 8½ з 13   |   |   |   | 5 — 10  |
|                | Київ             | міжнародний турнір                                      | 9½ з 13   | 6 | 1 | 7 | 3 — 4   |
| 1968           | Сочі             | першість ДСТ профсоюзів                                 | 5 з 7     | 3 | 0 | 4 | 2       |
| 1969           | Вінниця          | півфінал 29-го чемпіонату СРСР                          | 8½ з 13   | 6 | 2 | 5 | 2 — 4   |
|                | Горі             | 29-й чемпіонат СРСР (фінальний турнір)                  | 8½ з 19   | 5 | 7 | 7 | 13 — 14 |
| 1971           | Орел             | 5-та першість ДСТ профсоюзів                            | 9 з 15    | 6 | 3 | 6 | 5 — 6   |
| 1972           | Донецьк          | півфінал 32-го чемпіонату СРСР                          | 9½ з 13   | 6 | 0 | 7 | 1       |
|                | Тольятті         | 32-й чемпіонат СРСР (фінальний турнір)                  | 10½ з 19  | 9 | 7 | 3 | 5 — 8   |
| 1973           | Бєльці           | півфінал 33-го чемпіонату СРСР                          | 6½ з 12   | 4 | 3 | 5 | 7 — 9   |
|                | Одеса            | Першість ДСТ профсоюзів                                 | 11½ з 17  |   |   |   | 2 — 3   |
| 1975           | Гомель           | півфінал 35-го чемпіонату СРСР (фінал ДСТ «Буревісник») | 9½ з 17   |   |   |   | 6 — 7   |